# Pisenor lepidus
Espèce
Synonymes
- Idiommata lepida Gerstäcker, 1873

Pisenor lepidus est une espèce d'araignées mygalomorphes de la famille des Barychelidae.

## Distribution
Cette espèce est endémique de Tanzanie.

## Description
Le mâle holotype mesure 12,5 mm.

## Publication originale
- Gerstäcker, 1873 : Arachnoidea. Reisen in Ostafrica. Leipzig, vol. 3, no 2, p. 461-503 (texte intégral).